# بحران ۲۰۱۹–۲۰۲۰ خلیج فارس
بحران ۲۰۱۹–۲۰۲۰ خلیج فارس، افزایش تنش نظامی بین نظام جمهوری اسلامی ایران و ایالات متحده آمریکا در خاورمیانه بود.
در ماه مه و ژوئن، چندین کشتی تجاری و نفتکش از سوی منبعی نامشخص مورد حمله قرار گرفت و آسیب دید. ایالات متحده آمریکا و متحدانش ایران را متهم کردند، درحالی‌که ایران هرگونه مداخله را تکذیب کرد.
در ۲۰ ژوئن پهپاد نورثروپ گرومن آر کیو-۴ گلوبال هاوک توسط ایران سرنگون شد. ایران این پهپاد را متهم به ورود غیرقانونی به فضای هوایی کشور کرد. این موضوع ایران و آمریکا را تا آستانه مواجهه نظامی پیش برد.
مدتی بعد، جمهوری اسلامی ایران به تلافی بازداشت یک فروند کشتی نفتکش حامل نفت ایران توسط بریتانیا در جبل الطارق به اتهام حمل نفت برای سوریه، یک کشتی بریتانیایی را تصرف و ملوانانش را بازداشت کرد. در پی آن بریتانیا به نیروهای آمریکایی در خلیج فارس پیوست. با این حال دیگر کشورهای اروپایی، امارات متحده عربی و عربستان سعودی راه‌حل دیپلماتیک را ترجیح دادند.
ایالات متحده، در پاسخ به این وقایع، یک نهاد بین‌المللی امنیت دریایی موسوم به سامانه امنیت بین‌المللی دریایی ایجاد کرد تا به گفته وزیر دفاع این کشور «نظارت و امنیت در آبراه‌های کلیدی در خاورمیانه افزایش یابد.»
در ۱۹ مهر ۱۳۹۸ (۱۱ اکتبر ۲۰۱۹)، یک نفت‌کش متعلق به جمهوری اسلامی ایران با نام سابیتی در آب‌های دریای سرخ و در فاصلهٔ ۶۰ مایل (۹۷ کیلومتر) از بندر جده واقع در عربستان سعودی منفجر شد. وزارت امور خارجه ایران ضمن «حمله» خواندن این انفجار، اعلام کرد که این انفجار بر اثر دو بار هدف قرار گرفتن این نفتکش رخ داده است؛ اما منشأ حمله مشخص نبوده است.
دبیر شورای عالی امنیت ملی نیز در ۲۴ مهر ماه ناامنی در آبراه‌های بین‌المللی را به عنوان یکی از عوامل خطرناک ایجاد بحران در منطقه نام برد و تصریح کرد: پاسخ پشیمان کننده‌ای به عوامل حمله به کشتی ایرانی در دریای سرخ که در صدد ایجاد موج جدیدی از تشنج آفرینی در منطقه هستند خواهیم داد
وی هرگونه تجاوز و تحمیل جنگ به کشورهای منطقه را اقدامی در راستای سیاست‌های ناامن کنندهٔ آمریکا و رژیم صهیونیستی در منطقه عنوان و خاطرنشان کرد: مردم رنج‌دیده کشورهایی که سال‌ها درگیر جنگ و خونریزی بوده‌اند دیگر تحمل پذیرش بحران‌های جدید را ندارند.
خبرگزاری بلومبرگ با انتشار سرمقاله‌ای گفت در هفته‌های اخیر، ایران به همسایگان خود تاخته، برنامه هسته‌ای خود را تشدید کرده، به‌طور خشونت باری بازرگانی منطقه را مختل کرده، جهان را تهدید کرده، و اروپا جز آرام کردن و کشیدن ناز رژیم کار دیگری نکرده است. این اقدامات اروپا «باید متوقف شود»، چرا که ثبات اقتصاد جهان و ثبات خاورمیانه، به این رویکرد اروپا بستگی دارد. اروپایی‌ها باید اکنون فهمیده باشند که آن که به احتمال قوی ممکن است جرقه جنگ را بزند آمریکا نیست، بلکه ایران است. اگر اروپایی‌ها جرئت کافی ندارند و نمی‌توانند پشت پرزیدنت ترامپ بایستند، دست‌کم باید از سر راه او کنار بروند.

## نیروهای مستقر در خلیج فارس
- به دنبال سخنرانی مکرون رئیس‌جمهور فرانسه، وزیر ارتش این کشور اعلام کرد که این کشور یک سیستم رادار پیشرفته در مرزهای شرقی عربستان سعودی در خلیج فارس مستقر می‌کند. ماکرون در سخنرانی سالانه خود صحبت از اعزام نیرو برای تضمین امنیت عربستان سعودی کرده‌بود.[۴۳]
- هشت کشور عضو اتحادیه اروپا یعنی فرانسه، بلژیک، دانمارک، آلمان، یونان، ایتالیا، هلند و پرتغال برای جلوگیری از وقوع درگیری و کشمکش‌های احتمالی در تنگه هرمز از مأموریت گشت زنی و مراقبت از کشتیرانی حمایت سیاسی کرده‌اند. قرار بود مرکز فرماندهی این مأموریت در ابوظبی باشد.[۴۴]
- نیروهای نظامی آمریکا در خاورمیانه از ماه مه از ۶۰ هزار نفر به بیش از ۸۳ هزار نفر افزایش یافته است و ژنرال فرنک مک‌کنزی گفت ایران کماکان تهدید بسیار واقعی می‌باشد، وی به نیروهای جدیدی که وارد منطقه شده‌اند گفت آنها برای مدت طولانی در منطقه خواهند ماند…[۴۵]
- مقامات فرانسوی اعلام کردند که ناوچه فرانسوی «کوربت» از روز پنجشنبه ۱۰ بهمن ۱۳۹۸ عملیات گشت‌زنی در آبهای منطقه را آغاز کردند.[۴۶]
- روز چهارشنبه ۲۳ بهمن ناو هواپیمابر «یواس‌اس باتان»، به عنوان بخشی از ناوگروه «آمفیبیوس» وارد خلیج فارس شد. بنابر گفته مقامات آمریکایی مأموریت این ناو جنگی، تأمین امنیت و تضمین ثبات در منطقه اعلام شده است.[۴۷]

## مداخلات نیروهای نیابتی ایران در کشورهای خلیج فارس
به گفته عادل الجبیر وزیر مشاور در امور خارجه پادشاهی عربی سعودی نیروهای حوثی ۳۰۰ موشک و ۱۰۰ پهپاد به سمت عربستان پرتاب کرده‌اند.

## قاچاق سلاح
روز پنجشنبه ۲۴ بهمن ۱۳۹۸ ستاد فرماندهی ایالات متحده آمریکا (سنت‌کام) اعلام کرد که یک قایق حامل سلاح و مهمات ساخت ایران را کشف و توقیف کرده است، محموله توقیف شده شامل ۱۵۰ موشک هدایت‌شونده ضدتانک، ۳ موشک زمین به هوا، تجهیزات برای پهپاد و قایق‌های بدون سرنشین و دوربین‌های نشانه گیر حرارتی می‌شود. مشخص شد این سلاح‌ها به مقصد حوثی‌های یمن ارسال می‌شد. سنت‌کام ارسال سلاح برای حوثی‌ها را برخلاف قطعنامه‌های شورای امنیت دانست.

## قایق‌های سپاه پاسداران
روز چهارشنبه ۲۷ فروردین ۱۳۹۹ یازده فروند قایق سپاه پاسداران چندین بار به ناو یواس‌اس لوئیس بی. پولر، پاول همیلتون، فایربولت، سیروکو، رنگل و مائوئی که در حال مانور بودند، نزدیک شده‌اند. کشتی‌های آمریکایی از طریق ارتباطات رادیویی و به صدا درآوردن آژیرهای هشدار هشدارهای متعددی را به شناورهای ایرانی داده و این کار قایق‌های سپاه را خطرناک و تحریک کننده خواندند. سپاه پاسداران این اقدام خود را پیام قاطع نامیدند.

## توقیف‌ها در خلیج فارس

### توقیف کشتی‌ها توسط ایران
در ۱۱ ژوئیه ۲۰۱۹، خبری مبنی بر تکذیب قصد ایران برای توقیف نفتکش انگلیسی در خلیج فارس منتشر شد. این در حالی بود که پنتاگون اعلام کرده بود، ایران قصد متوقف کردن نفتکش انگلیسی در آب‌های ایران را داشت که با هشدار جنگی کشتی انگلیسی عقب نشست. در اطلاعیه سپاه آمده بود که ایران قصدی برای توقیف نفتکش انگلیسی نداشته است.
یک نفتکش در ۱۳ ژوئیه ۲۰۱۹ توسط ایران به اتهام قاچاق سوخت توقیف شد. در ۱۸ ژوئیه ۲۰۱۹ هم یک نفتکش به اتهام قاچاق سوخت، از جانب سپاه پاسداران توقیف شد. در ۱۹ ژوئیه همان سال، کشتی دیگری که از سوی منابع، استانا ایمپرو(stena impero) معرفی شد، توسط سپاه توقیف شد. این کشتی متعلق به انگلستان و دارای ۲۳ خدمه بود و به اتهام تخلفات دریایی توقیف شد. گفته می‌شود که این توقیف در پی توقیف نفتکش گریس ۱ توسط نیروهای دریایی جبل الطارق با همکاری نیروهای دریایی انگلستان صورت گرفته است.
در روز ۱۵ دی ۱۳۹۹ مصادف با ۴ ژانویه ۲۰۲۱، نیروی دریایی سپاه پاسداران یک نفتکش متعلق به کره جنوبی (HANKUK CHEMI) و خدمه آن را توقیف کرد. جمهوری اسلامی علت توقیف را «آلودگی زیست‌محیطی» خواند و خواستار پرداخت غرامت توسط کره جنوبی شد. این توقیف در آستانه سفر معاون وزارت خارجه کره جنوبی به ایران جهت مذاکره برای آزادسازی ۸ میلیار دلار پول ایران در بانک‌های کره بود که بخاطر تحریم‌های آمریکا، کره جنوبی اجازه انتقال پول به ایران را ندارد. پس از توقیف کره جنوبی یک یگان مقابله با دزدی دریایی فرستاد تا با ائتلافی به رهبری آمریکا مشارکت کند. ایالات متحده این توقیف را «تلاش آشکار آن برای اخاذی از جامعه بین‌المللی در راستای کاهش فشار تحریم‌ها» نامید و گفت که این عمل «حقوق و آزادی تردد دریایی در خلیج فارس را تهدید می‌کند.» آمریکا به همراه کره جنوبی خواستار آزادی فوری کشتی و خدمه آن شد. کره جنوبی از مشتریان ثابت نفت ایران بود ولی بعد از اعمال تحریم علیه صنعت انرژی و بانکدارای ایران در سال ۲۰۱۹ پول ایران در بانک‌های کره جنوبی مسدود شد. برخی رسانه‌ها معتقدند این عمل بخاطر فشار بر کره جنوبی جهت انتقال این پول‌ها به ایران است و «محیط زیست» فقط یک بهانه بود.
در ۲۷ مه ۲۰۲۲ دو نفتکش یونانی از جانب سپاه توقیف شدند. این اقدام در تلافی به توقیف نفتکش ایرانی توسط یونان صورت گرفت. اما ایران آن را به دلیل تخلفات این دو نفتکش عنوان کرد.
در ۳۱ اکتبر ۲۰۲۲، سپاه پاسداران نفتکشی غیر ایرانی را به اتهام انتقال سوخت قاچاق توقیف کرد. به گفته رئیس دادگستری استان هرمزگان، این نفتکش ۱۱ میلیون لیتر سوخت قاچاق حمل می‌کرده. به گفته فرمانده نیروی دریایی سپاه، این نفتکش با پرچم کشور پاناما و ۲۱ خدمه توقیف شده است.

## ایجاد ائتلاف
در پی تحریکات صورت گرفته در منطقه، ائتلافی با رهبری آمریکا و مشارکت عربستان، امارات، بحرین، کویت، قطر، بریتانیا، آلبانی و استرالیا برای ایجاد امنیت در خلیج فارس شکل گرفت. کشورهای اروپایی، با رهبری فرانسه، ائتلافی مجزا را در منطقه تشکیل دادند. ایران اما این ائتلاف و حضور نیروهای غیر بومی در منطقه را دلیلی بر بی‌ثباتی منطقه دانسته.

## موضع‌گیری‌ها
- ایران در واکنش به تحریم‌های علیه خودش از جانب آمریکا، اعلام کرده بود که اگر نتواند نفتی صادر کند، به دیگر کشورها اجازه صادرات نفت را نخواهد داد.[۷۱]
- یک‌ماه پس از کشته شدن قاسم سلیمانی، فرمانده سنت‌کام ژنرال مک کنزی اعلام کرد اگرچه تحرکات نظامی جمهوری اسلامی ایران در منطقه به حالت عادی برگشته است ولی کماکان احتمال اقدامات تلافی جویانه از سوی ایران منتفی نیست.[۷۲]
- روز چهارشنبه ۳ اردیبهشت ۱۳۹۹ ترامپ به نیروی دریایی آمریکا گفته است هر قایق مسلح ایرانی که کشتی‌های آمریکایی را اذیت کند بزند و نابود کند.[۷۳]

## خط زمانی رویدادها
- خرابکاری در ۴ کشتی در فجیره امارات
- انفجار دو نفتکش در دریای عمان
- سرنگونی پهپاد آمریکایی توسط سپاه پاسداران
- توقیف نفتکش‌ها (گریس ۱ ایران و استینا ایمپروی بریتانیا)
- حمله به تأسیسات نفتی آرامکو در عربستان سعودی
- حمله به نفتکش ایرانی در دریای سرخ
- حملات هوایی به پایگاه‌های آمریکایی در عراق توسط گروه‌های وابسته به ایران
- بمباران ۵ پایگاه کتائب حزب‌الله توسط آمریکا
- حمله و به آتش کشیدن سفارت آمریکا در عراق توسط گروه‌های وابسته به ایران
- ترور قاسم سلیمانی، فرمانده نیروی قدس سپاه و ابومهدی المهندس، معاون رئیس حشد شعبی توسط آمریکا
- حمله موشکی ایران به پایگاه نظامی آمریکا
- ساقط شدن پرواز شماره ۷۵۲ هواپیمایی بین‌المللی اوکراین توسط پدافند هوایی سپاه پاسداران
- خروج نیروهای آمریکا از عراق (۲۰۲۰–۲۰۲۱)